# أسواق لابلفي
لابلفي(كارفور) هي مجموعة من الأسواق لييع المواد الاستهلاكية بالمغرب وهي شركة فرعية تابعة للمجموعة الفرنسية كارفور التي تقوم ببيع المواد الاستهلاكية في العديد من المدن المغربة. بدأت غزوها لسوق المغربي منذ عام 1986 ثبثت قوائمها بالمغرب لتكتسب فئة عريضة من الزبائن وتفرض سمعتها داخل السوق من بين منافسة أسواق أخرى ك: أسواق مرجان - أسواق أسيما - أسواق السلام - مترو المغرب.
و هي تمتلك حاليا 15 سوقا ممتازا موزعة على المدن التالية : الدارالبيضاء - الرباط - سطات - القنيطرة - الجديدة  - فاس - مكناس - المحمدية.
المجموعة الفرنسية كارفور تملك في المغرب العديد من العلامات منها مترو المغرب

## أسواق لابلفي

### أسواق حالية
- الدارالبيضاء - الجيرندا.
- الدارالبيضاء2 - فيلودروم.
- الدارالبيضاء3 - أنفا.
- الدارالبيضاء4 - ليساسفة.
- الدارالبيضاء5 - لابيل شوب.
- الدارالبيضاء6 - المعاريف.
- الدارالبيضاء7 - تادارت.
- الدارالبيضاء8 -روماندي.
- الدارالبيضاء9 -أولفا.
- الدارالبيضاء10 - يعقوب المنصور.
- الدارالبيضاء11 - فال فلوري.
- الدارالبيضاء12 - عين السبع
- الرباط - شمس.
- الرباط2 - حسّان.
- الرباط3 - المدينة.
- الرباط4 - حي الرياض.
- الرباط5 - طريق زعير.
- مكناس - مولاي يوسف.
- سطات - شارع عبد المومن وسط مدينة سطات وهو من الاسواق القديمة بالمغرب افتتح في بداية التسعنيات.
- المحمدية - بئر آنزران.
- المحمدية2- عليا.
- القنيطرة - وسط المدينة .
- الجديدة - لابيل كالري.
- الخميسات
- آسفي.
- سلا.
- بني ملال - حي تمكنونت جوار المكتبة الوسائطية عبد العزيز الفشتالي و قرب حديقة الذهب الألمبي.
- القنيطرة 2 - المدينة العليا .

### أسواق في طور البناء
- المحمدية 3.
- أكادير.
- فاس.
- وجدة.
- مراكش.
- طنجة.
- خريبكة.
- آسفي. 2
- سلا. 2
- تطوان.

## وصلات خارجية
- موقع لابلفي.